# 千葉県立袖ケ浦特別支援学校
千葉県立袖ケ浦特別支援学校（ちばけんりつそでがうらとくべつしえんがっこう）は千葉県千葉市緑区誉田町にある特別支援学校である。

## 歴史
- 1967年、当時の君津郡袖ヶ浦町（現在の袖ケ浦市）に、肢体不自由児教育機関として、町立小・中学校特殊学級を設立。
- 1968年4月1日、千葉県立袖ヶ浦養護学校設置。同年5月10日の開校式をもって、創立記念日とする。
- 1970年4月1日、槇の実分校（現在の千葉県立槇の実特別支援学校）設置。
- 1973年4月1日、高等部設置。小・中・高一貫教育になる。
- 1981年4月1日、現校地である千葉市緑区誉田町に移転。袖ヶ浦町から移転したが、校名は変更しなかった。（隣接地に、千葉県千葉リハビリテーションセンター開所。）
- 1989年1月9日より、千葉県こども病院入院者専門に、院内教育開始。
- 2007年4月1日、千葉県立袖ケ浦特別支援学校に改称。
- 2018年、創立50周年。
- 2021年、誉田移転・リハセン開所40周年。

## 交通
- 京成バス千葉イースト「リハビリセンター」終点より徒歩2分。

## 主な出身者
- 天畠大輔 - 政治家（参議院議員）、研究者（博士（学術））。
- 廣瀬隆喜 - ボッチャ日本代表選手。（パラ出場歴：リオ2016、東京2020、パリ2024）